# あめふりくまのこ
あめふりくまのこは、鶴見正夫作詞、湯山昭作曲の日本の童謡。

## 概要
1961年（昭和36年）に作詞され、1962年（昭和37年）にNHKの『おかあさんといっしょ』の前身番組である『うたのえほん』で放送された。
詞はすべてひらがなで5連からなっており、雨が降ってできた小川を、魚を探してずっと眺め続ける仔グマの様子が描かれている。
この曲は、光村図書の小学校国語教科書に掲載されるなどして広く親しまれており、2007年（平成19年）には、文化庁と日本PTA全国協議会が選定した日本の歌百選にも選ばれている。
グレッグ・アーウィンによる英訳詞「The Baby Bear in the Rain」が存在し、アーウィン自身の歌唱により1997年4月21日発売のアルバム『ハッピー・チャイルド!〜英語でうたおう　こどものうた　みんなのうた〜』、1999年発売のアルバム『英語でうたう日本の童謡2』（共にビクターエンタテインメントから発売）に収録された。

## 絵本
2009年（平成21年）には、本楽曲を題材にした絵本『あめふりくまのこ』（詩：鶴見正夫／絵：高見八重子／出版：ひさかたチャイルド／ISBN 978-4893257772）が出版されている。 